# Szécsényfelfalu
Szécsényfelfalu is een plaats (község) en gemeente in het Hongaarse comitaat Nógrád. Szécsényfelfalu telt 517 inwoners (2001).